# XIIe législature du Parlement d'Andalousie
La XIIe législature du Parlement d'Andalousie est un cycle parlementaire du Parlement d'Andalousie, d'une durée initiale de quatre ans, ouvert le 14 juillet 2022 à la suite des élections du 19 juin 2022.

## Bureau du Parlement
Le bureau du Parlement rassemble le président, trois vice-présidents et trois secrétaires. Le président est élu à la majorité absolue des députés au premier tour, à la majorité simple au second tour entre les deux candidats ayant recueilli le plus grand nombre de suffrages lors du premier vote. Les vice-présidents et secrétaires sont élus à la majorité simple : les trois candidats qui obtiennent le plus grand nombre de voix sont proclamés élus. Tous les partis, fédérations ou coalitions qui se sont présentées lors des élections et qui disposent du nombre de députés suffisant pour disposer d'un groupe parlementaire ont droit d'être présents au bureau. Par conséquent, si des députés d'une même coalition électorale ou parti politique disposent d'un nombre suffisant de sièges pour constituer un groupe parlementaire mais que l'élection du bureau ne leur permet pas de disposer d'un siège au sein de cette instance, alors ces députés bénéficient d'un représentant au bureau qui participe aux réunions et débats mais ne prend pas part aux votes.
| Poste                     | Titulaire                    | Parti | Parti | Circonscription |
| ------------------------- | ---------------------------- | ----- | ----- | --------------- |
| Président                 | Jesús Aguirre                |       | PP    | Cordoue         |
| Première vice-présidente  | Ana Mestre                   |       | PP    | Cadix           |
| Deuxième vice-présidente  | Irene García                 |       | PSOE  | Cadix           |
| Troisième vice-présidente | Mercedes Rodríguez           |       | Vox   | Almería         |
| Premier secrétaire        | Manuel González              |       | PP    | Huelva          |
| Deuxième secrétaire       | Noel López                   |       | PSOE  | Grenade         |
| Troisième secrétaire      | José Carmona                 |       | PP    | Malaga          |
| Représentante PorA        | Alejandra Durán              |       | PorA  | Grenade         |
| Représentante PorA        | Esperanza Gómez (14/09/2022) |       | PorA  | Séville         |

## Groupes parlementaires
Le règlement du Parlement d'Andalousie dispose que les députés pourront former des groupes parlementaires, à condition que chacun d'entre eux compte au moins cinq membres. Les députés appartenant à un même parti ou à deux partis qui ne se sont pas affrontés devant les électeurs ne peuvent former de groupes parlementaires séparés. Les députés non membres d'un groupe parlementaire auront la qualité de députés non-inscrits, sauf ceux qui appartiennent à une candidature ne disposant pas du nombre suffisant pour constituer son propre groupe parlementaire, auquel cas ces députés intégreront le groupe mixte.
| Nom | Nom                             | Début | Fin | Président                                                             | Porte-parole                                      |
| --- | ------------------------------- | ----- | --- | --------------------------------------------------------------------- | ------------------------------------------------- |
|     | Groupe populaire                | 58    |     | Juan Manuel Moreno                                                    | Toni Martín                                       |
|     | Groupe socialiste               | 30    |     | Juan Espadas                                                          | Ángeles Férriz                                    |
|     | Groupe Vox                      | 14    |     | Rodrigo Alonso Blanca Armario (24/08/2022) Javier Cortés (15/03/2023) | Macarena Olona Manuel Gavira (24/08/2022)         |
|     | Groupe Por Andalucía            | 5     |     |                                                                       | Inma Nieto                                        |
|     | Groupe mixte-Adelante Andalucía | 2     |     | Maribel Mora                                                          | Teresa Rodríguez José Ignacio García (10/01/2023) |

## Commissions parlementaires
| Commission | Président                   | Parti | Parti | Circonscription |
| --- | --------------------------- | ----- | ----- | --------------- |
| Commissions permanentes législatives                                                                                      |                             |       |       |                 |
| Commission de l'Agriculture, de la Pêche, de l'Eau et du Développement rural                                              | Antonio Repullo             | PP    |       | Cordoue         |
| Commission du Développement éducatif et de la Formation professionnelle                                                   | Alejandro Romero            | PP    |       | Huesca          |
| Commission du Développement du statut                                                                                     | Mario Jiménez               | PSOE  |       | Jaén            |
| Commission de l'Économie, des Finances et des Fonds européens                                                             | Gaspar Llanes               | PSOE  |       | Séville         |
| Commission de l'Emploi, des Entreprises et des Travailleurs indépendants                                                  | Gerardo Sánchez             | PSOE  |       | Grenade         |
| Commission de l'Équipement, de l'Aménagement du territoire et du Logement                                                 | Ana Chocano                 | PP    |       | Séville         |
| Commission de l'Intégration sociale, de la Jeunesse, des Familles et de l'Égalité                                         | Pablo García                | PP    |       | Grenade         |
| Commission de la Justice, de l'Administration locale et de la Fonction publique                                           | Benito Morillo              | Vox   |       | Jaén            |
| Commission de la Politique industrielle et de l'Énergie Commission de l'Industrie, de l'Énergie et des Mines (08/05/2023) | Juan Antonio Lorenzo        | PSOE  |       | Almería         |
| Commission de la Politique industrielle et de l'Énergie Commission de l'Industrie, de l'Énergie et des Mines (08/05/2023) | À venir                     | PSOE  |       |                 |
| Commission de la Présidence, de l'Intérieur, du Dialogue social et de la Simplification administrative                    | Bruno García                | PP    |       | Cadix           |
| Commission de la Présidence, de l'Intérieur, du Dialogue social et de la Simplification administrative                    | Erik Domínguez (20/06/2023) | PP    |       | Jaén            |
| Commission de la Santé et de la Consommation                                                                              | Manuel Fernández            | PP    |       | Huelva          |
| Commission de la Santé et de la Consommation                                                                              | Manuel Bonilla (19/07/2023) | PP    |       | Jaén            |
| Commission de la Durabilité, de l'Environnement et de l'Économie bleue                                                    | Manuel Guzmán               | PP    |       | Almería         |
| Commission du Tourisme, de la Culture et du Sport                                                                         | Pilar Pintor                | PP    |       | Cadix           |
| Commission de l'Enseignement supérieur, de la Recherche et de l'Innovation                                                | Alejandro Hernández         | Vox   |       | Cordoue         |
| Commissions permanentes non-législatives                                                                                  |                             |       |       |                 |
| Commission consultative des Nominations, des Relations avec le DPA et des Pétitions                                       | Jesús Aguirre               | PP    |       | Cordoue         |
| Commission des Affaires européennes                                                                                       | Juan Antonio Delgado        | PorA  |       | Cadix           |
| Commission du Contrôle de la télévision publique régionale                                                                | Virginia Pérez              | PP    |       | Séville         |
| Commission du Règlement                                                                                                   | Jesús Aguirre               | PP    |       | Cordoue         |
| Commission du Suivi et du Contrôle du financement des partis politiques                                                   | Pilar Navarro               | PSOE  |       | Almería         |
| Commission du Statut des députés                                                                                          | Isabel Lozano               | PP    |       | Jaén            |
| Commission du Statut des députés                                                                                          | Esperanza Oña (15/09/2022)  | PP    |       | Malaga          |
| Commissions permanentes de législature                                                                                    |                             |       |       |                 |
| Commission sur les Droits et les Services aux personnes avec un handicap                                                  | José Ricardo García         | PP    |       | Séville         |
| Commission sur les Droits et les Services aux personnes avec un handicap                                                  | Rosa Fuentes (17/10/2023)   | PP    |       | Grenade         |
| Commission sur l'Enfance et l'Adolescence                                                                                 | Berta Centeno               | PP    |       | Huelva          |
| Commissions d'enquête |                             |       |       |                 |
| Commission relative à la Fondation andalouse Fonds de formation et d'emploi (FAFFE) (28/03/2023)                          | Isabel Lozano               | PP    |       | Jaén            |

## Gouvernement et opposition
| Candidat                | Date                                       | Vote       |    |      |     |      |    | Résultat |
| Candidat                | Date                                       | Vote       | PP | PSOE | Vox | PorA | AA | Résultat |
| Juan Manuel Moreno (PP) | 21 juillet 2022 (majorité absolue requise) | Oui        | 58 |      |     |      |    | 58 / 109 |
| Juan Manuel Moreno (PP) | 21 juillet 2022 (majorité absolue requise) | Non        |    | 30   |     | 5    | 2  | 37 / 109 |
| Juan Manuel Moreno (PP) | 21 juillet 2022 (majorité absolue requise) | Abstention |    |      | 13  |      |    | 13 / 109 |
| Juan Manuel Moreno (PP) | 21 juillet 2022 (majorité absolue requise) | Absent     |    |      | 1   |      |    | 1 / 109  |

## Désignations

### Sénateurs
| Parti | Parti                     | Sénateurs désignés  | Voix |
| ----- | ------------------------- | ------------------- | ---- |
| PP    |                           | Javier Arenas       | 101  |
| PP    | Teresa Ruiz-Sillero       | 106                 |      |
| PP    | Juan Bravo                | 106                 |      |
| PP    | Elías Bendodo             | 106                 |      |
| PP    | María José García-Pelayo  | 106                 |      |
| PSOE  |                           | Susana Díaz Pacheco | 92   |
| PSOE  | Juan Espadas              |                     | 92   |
| PSOE  | Víctor González Fernández |                     | 92   |
| Vox   |                           | Pepa Millán         | 71   |

- Désignation : 27 juillet 2022.
- Juan Bravo, Elías Bendodo et María José García-Pelayo sont remplacés le 26 juillet 2023 par Inmaculada Hernández Rodríguez, Jesús Caicedo Bernabé et Luis Rogelio Rodríguez-Comendador, avec 102 voix favorables.
- Pepa Millán (Vox) est remplacée le 26 juillet 2023 par Paloma Gómez Enríquez, avec 75 voix favorables.